# Goed ter Jacht
Het Goed ter Jacht is een kasteeltje in de tot de Oost-Vlaamse gemeente Merelbeke-Melle behorende plaats Lemberge, gelegen aan de Vatestraat 4.

## Geschiedenis
Dit omgrachte goed werd in de 16e eeuw al beschreven als huys van plaisance (buitengoed) en in 1608 was sprake van thof ter jacht. Het was een jachtpaviljoen van de markies van Rode die ook heer van Beerlegem was. De fundamenten daarvan, in Balegemse steen, zouden bewaard zijn gebleven.
In de 18e eeuw was het bezit van Thomas Barret en diens zus Barbara Barret die kamerjuffer was van keizerin Maria Theresia. In 1756 werd het verkocht. Het verwisselde daarna regelmatig van eigenaar en werd ook meermaals herbouwd. In 1875 kwam het aan de familie Maenhaut en vanaf 1888 woonde er Jules Maenhaut die burgemeester was van Lemberge. Het werd toen nog vergroot en gewijzigd. In 1906 gebeurde dat nogmaals.

## Gebouw
Het betreft een min of meer rechthoekig kasteeltje, voornamelijk uit de 2e helft van de 19e eeuw en met de achtergevel grenzend aan het water van de omgrachting. Een vierkant torentje steekt boven het kasteeltje uit.